# いわき2人射殺事件
いわき2人射殺事件（いわき2にんしゃさつじけん）とは、2003年に日本の福島県いわき市で発生した殺人事件。上告審では量刑をめぐって裁判官の判断が分かれる異例の経過をたどった。

## 事件発生から起訴まで
2003年にいわき市内の飲食店の経営権を巡って、住吉会系暴力団に所属する建設業者と他組員とトラブルになったことが原因で、10月下旬に住吉会系暴力団組員X（逮捕当時25歳）が他組員Y（逮捕当時23歳）ととび職Z（逮捕当時25歳）の計2人に殺害計画を持ちかけ、広野町上浅見川の山林に穴を掘るなど計画的に殺害の準備を進めた上で、11月24日深夜、建設業者A（当時26歳）と建設業者に雇われていた従業員B（当時24歳）を射殺し、建設業者が所持していた鞄に入っていた現金30万円を奪い、2人の遺体を乗用車で運び、広野町上浅見川の山林に遺棄した。主犯がX、殺害を実行したのがYである。
2003年12月5日から16日にかけて、いわき中央警察署はX、Y、Zを死体遺棄容疑で逮捕した。
2004年1月7日までに福島地検いわき支部は3人を死体遺棄罪で福島地裁いわき支部に起訴した。
2004年1月9日、いわき中央警察署捜査本部は3人を強盗殺人容疑で再逮捕した。
2004年1月30日、福島地検は3人を強盗殺人と銃刀法違反の罪で福島地裁に起訴した。

## 裁判
2004年3月26日、福島地裁（大沢広裁判長）で初公判が開かれ、X、Y、Zの3人とも被害者2人を殺害したことは認めたが、Xのみ強盗目的を否認し「強盗殺人罪は成立せず殺人罪と窃盗罪が成立する」と主張した。
2004年12月24日、論告求刑公判が開かれ、検察側はXを首謀者、YとZを実行犯と認定した上で「拳銃で無防備な被害者を狙うなど、冷酷で残虐」としてXとYに死刑を、Zに無期懲役を求刑した。
2005年4月22日、福島地裁（大沢広裁判長）で判決公判が開かれ「半月以上にわたり殺害の機会をうかがうなど、極めて計画的」などとして3人に無期懲役の判決を言い渡した。
判決では強盗殺人罪の成立は認めたものの、「犯行の発端はXが交際相手を被害者である建設業者に奪われたことに逆上したことだった」と認定し、「無関係な第三者から金品を奪って殺害する典型的な強盗殺人と類型を異にする」「YはXに指示されて犯行を実行した」「Zの刑事責任はXやYよりは重くないが酌量の余地はない」などと量刑の理由について述べた。Zは控訴しなかったため、無期懲役の判決が一審で確定した。検察側はXとYについて死刑の適用を求め控訴し、XとY側も量刑不当を理由に控訴した。
2005年11月1日、仙台高裁（田中亮一裁判長）で控訴審初公判が開かれ、検察側は「罪責は重大で死刑をもって臨むほかはない」として量刑不当を理由に改めて死刑の適用を求めた。一方、弁護側は「殺人でなく強盗殺人であると認定した上に情状を検討せず、過度に重い刑を科した不当な量刑だ」と量刑不当を述べて即日結審した。
2005年12月22日、仙台高裁（田中亮一裁判長）で控訴審判決公判が開かれ「強盗殺人が成立すると言う原判決に誤りはない」とした上で「量刑が不当であるとまでは言えない」として一審・福島地裁の無期懲役判決を支持、検察とXとYの控訴を棄却した。この判決に対し、2006年1月5日、仙台高検は「極刑以外にはあり得ない」などとして判決を不服として上告した。Xも同日までに上告した。
2008年2月20日、最高裁第一小法廷（涌井紀夫裁判長）は検察側とX側双方の上告を棄却する決定をし、XとYを無期懲役とする一、二審判決が確定した。
ただし、Xについては無期懲役判決を維持して上告棄却とする裁判官が3人、死刑を求めて2審判決を破棄差戻しとする裁判官が2人と意見が分かれる異例な結果となった。
XとYの両被告について無期懲役を維持して上告棄却とする多数意見の涌井紀夫、横尾和子、泉徳治は「犯行の態様が一般市民を巻き込むようなものではなかった」「（X、Yとも）比較的若年で前科はない」などとして「X、Yとも無期懲役に処した原判決について破棄しなければ著しく正義に反するとまでは言えない」と結論付けた。
一方で、Yについては無期懲役を維持（検察側の上告を棄却）するがXについて死刑を求めて破棄差戻しとする（検察側の上告を認容する）少数意見として、甲斐中辰夫と才口千晴は「被害者が暴力団員だからといって、これを酌量すべきではない。本件は拳銃を使用した凶悪犯罪であることを重視すべきだ」「首謀者であるXの刑事責任は共犯者のYと差があってしかるべき」などとして先例に照らせばXは死刑が妥当とした上で、他に死刑を回避するに足りる酌量すべき事情があるか否かさらに審理を尽くすために仙台高裁に差し戻すべきと結論付けた 。
また、才口は「裁判員制度の実施を目前にして死刑と無期懲役との量刑基準も可能な限り明確にする必要もある」として刑の量定等に対する判例の統一を最高裁が図る必要があると付言した。